# Natchez-Aufstand

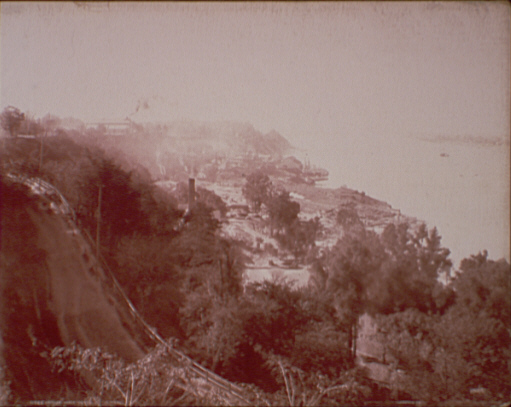
Natchez, Standort des 1729 vernichteten französischen Fort Rosalie (Fotografie aus dem späten 19. Jahrhundert)

Der Natchez-Aufstand (engl. Natchez Rebellion, Natchez Uprising, auch Natchez War) war ein Aufstand der Natchez-Indianer gegen die französische Kolonialherrschaft in Louisiana im Jahre 1729. Der Aufstand, in dessen Verlauf die gesamte französische Siedlung im Fort Rosalie in Natchez zerstört wurde, mündete in lang anhaltende kriegerische Konflikte zwischen Franzosen und Indianern, die erst 1763 endgültig beigelegt wurden.

## Verlauf
Im November 1729 befahl der französische Kommandant Sieur de Chépart den Natchez, das Dorf Pomme Blanche zu räumen, weil das Gelände zur Anlage einer Tabakplantage verwendet werden sollte. Die Natchez waren nicht bereit, diesen Affront, dem zahllose ähnliche vorausgegangen waren, friedlich hinzunehmen, und die Oberhäupter von Pomme Blanche begannen Gespräche mit möglichen Verbündeten, darunter den Yazoo, den Koroa, den Illinois, den Chickasaw und den Choctaw. Als Verbündete für einen Aufstand gegen die Franzosen suchten sie auch die afrikanischen Sklaven zu gewinnen, die auf benachbarten französischen Plantagen gehalten wurden.
Der Angriff fand am 28. November 1729 statt. Eine Gruppe kam zu einem scheinbar freundschaftlichen Besuch und brachte Geschenke mit. Auf ein Zeichen begann unvermittelt der Angriff. Bis zum Abend dieses Tages hatten die Natchez und ihre Verbündeten die gesamte französische Kolonie im Fort Rosalie zerstört, mehr als 200 Kolonisten – darunter die gesamte erwachsene männliche Bevölkerung – getötet und mehr als 300 Frauen, Kinder und Sklaven gefangen genommen. Nach Angaben des Geistlichen Philibert starben auf Seite der Franzosen 138 Männer, 35 Frauen und 56 Kinder. Die Indianer verloren geschätzt etwa zwölf Mann.

## Natchez-Krieg
Im Januar 1730 versuchten die Franzosen, das Hauptfort der Natchez zu belagern, wurden aber vertrieben. Zwei Tage darauf wurde das Fort erneut angegriffen, diesmal jedoch von einer Gruppe von ca. 500 Choctaw-Indianern, die mehr als 100 Natchez töteten und etwa 50 Franzosen und mindestens ebenso viele afrikanische Sklaven befreiten. Die Franzosen waren über die Befreiung erfreut, aber auch überrascht, dass die Choctaw die Gefangenen nur gegen Lösegeld herausgeben wollten.
Der Krieg wurde bis Januar 1731 fortgesetzt, als die Franzosen schließlich ein Fort der Natchez westlich des Mississippi eroberten. Mindestens 75 Natchez entkamen und fanden Zuflucht bei den Chickasaw. Etwa 100 – darunter auch das bedeutende Natchez-Oberhaupt "Große Sonne" – wurden gefangen genommen, nach und nach versklavt und auf französische Plantagen in der Karibik verschifft.

## Chickasaw- und andere Indianerkriege
Aus dem Natchez-Aufstand erwuchs in der Region ein umfassender Konflikt mit vielfältigen Auswirkungen. Die Yazoo und Koroa, die sich mit den Natchez verbündeten, erlitten dasselbe Schicksal wie diese. Die Tunica hatten anfangs gezögert, in dem Streit Partei zu nehmen. Als im Sommer 1730 eine große Natchez-Gruppe Zuflucht bei ihnen suchte, wurde diese gewährt. In der folgenden Nacht griffen die Natchez ihre Gastgeber jedoch an, töteten 20 von ihnen und plünderten den Ort. Nach diesem Vorfall unternahmen die Tunica in den 1730er und 1740er Jahren gegen die Natchez immer wieder Angriffe.
Die Chickasaw versuchten, neutral zu bleiben, aber als im Jahr 1730 Natchez bei ihnen Zuflucht suchten, wandten sie sich ebenfalls gegen die Franzosen. Bis 1731 hatten viele Natchez bei den Chickasaw Sicherheit gefunden. Als die Franzosen in diesem Jahr deren Auslieferung verlangten, lehnten die Chickasaw dies standhaft ab. Die Beziehungen zwischen Franzosen und Chickasaw verschlechterten sich schnell – eine Entwicklung, die 1739 in die Chickasaw-Kriege mündete. Einige der Natchez-Oberhäupter, die bei den Chickasaw Zuflucht gefunden hatten, begleiteten sie in die Feldzüge gegen die Franzosen. Für die Franzosen ging es in den Natchez- und Chickasaw-Kriegen nicht zuletzt auch darum, freien Zugang zum Gebiet des Mississippi River zu erlangen. Während eines Feldzuges gegen die Chickasaw im Jahre 1736 verlangten die Franzosen erneut die Auslieferung von Natchez. Die Chickasaw, die nun einen Kompromiss suchten, lieferten sowohl einige Natchez als auch einige französische Kriegsgefangen aus. Die Chicksaw-Kriege endeten erst, als Louisiana 1763 an die Briten fiel.
In den 1730er und 1740er Jahren, als der Krieg zwischen Franzosen und Natchez zu einem Krieg zwischen Franzosen und Chickasaw wurde, kam es bei den Choctaw zu einem inneren Zerwürfnis, in dem die pro-französische und die pro-britische Fraktion gewaltsame, bürgerkriegsartige Auseinandersetzungen begannen.

## Die Rolle der beteiligten Afrikaner
Am Natchez-Aufstand hatten auch viele afrikanische Sklaven teilgenommen. Im Januar 1730 wehrte eine Gruppe von Afrikanern einen Angriff der Choctaw ab und ermöglichte es den Natchez damit, sich in ihren Forts neu zu organisieren. Die Mehrzahl der afrikanischen Sklaven und auch einige freie Schwarze kämpften jedoch auf der Seite der Franzosen. Eine der Folgen des Natchez-Aufstandes bestand darin, dass freie Schwarze nun dauerhaft Mitglieder der Miliz von Louisiana wurden – eine Funktion, zu der Afroamerikaner in den meisten anderen südlichen Kolonien keinen Zugang hatten.